# Alternativa por Castilla y León

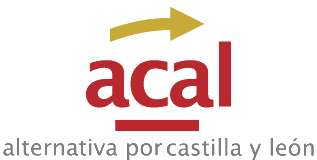

Alternativa por Castilla y León (ACAL) és una coalició electoral espanyola sorgida a la fi de 2006 i constituïda legalment al març de 2007 i que agrupa a partits nacionalistes i independents de Castella i Lleó. Els seus promotors són la formació nacionalista Tierra Comunera-Partido Nacionalista Castellano, el Partit del Bierzo i el Partit pel progrés de les Comarques de Castella i Lleó.
Segons fonts del partit, aspiren a aconseguir 100.000 vots a Castella i Lleó i obtenir representació en el parlament regional. Un dels seus objectius és acabar amb el bipartidisme de PP i PSOE. A més de TC, el Partit del Bierzo i el Partit del Progrés de les Ciutats i Comarques de Castella i Lleó, participen Independents d'Àvila, CIVES-Palencia, Independents de les Merindades, Independents de Segòvia, i Centristes d'Àvila, entre altres formacions. Més problemàtica va ser la inclusió dintre d'ACAL d'altres partits com Unitat Regionalista de Castella i Lleó (URCL) o Els Verds de Laciana. Ambdós partits van desmentir ràpidament la seva participació en aquesta coalició.

## Partirs que la formen
- Tierra Comunera
- Partido Nacionalista Castellano
- Partido Castellano
- Partido del Bierzo
- Partido del Progreso de las Ciudades y Comarcas de Castilla y León
- Iniciativa de las Merindades de Burgos
- CIVES-Palencia
- Agrupación Ávila Independiente
- Agrupación Palencia Independiente
- Agrupación Segoviana Independiente
- Centristas de Ávila
- Iniciativa por el Desarrollo de Soria
- Independientes de El Tiétar